# ليو بونس
ليو بونس (بالفرنسية: Léo Pons)‏ هو مخرج فرنسي، ولد في 4 أكتوبر 1996 في أورياك في فرنسا.

## وصلات خارجية
- الموقع الرسمي
- ليو بونس على موقع IMDb (الإنجليزية)
- ليو بونس على موقع ألو سيني (الفرنسية)
- ليو بونس على موقع قاعدة بيانات الفيلم (الإنجليزية)